# Parallotrius
Parallotrius là một chi bọ cánh cứng trong họ 
Elateridae.
Chi này được miêu tả khoa học năm 1878 bởi Candèze.

## Các loài
Chi này có các loài:
- Parallotrius pallipes (Philippi, 1861)